# Acanthochitona jucunda
Acanthochitona jucunda är en blötdjursart som först beskrevs av de Rochebrune 1882.  Acanthochitona jucunda ingår i släktet Acanthochitona och familjen Acanthochitonidae. Inga underarter finns listade i Catalogue of Life.